# 日本仏教の戒律史
日本仏教の戒律史（かいりつし）では、日本の仏教における戒律の歴史について記述する。戒律史は戒律思想史ともいう。
戒律とは本来は異なる意味をもつ、戒（良い習慣）と律（僧侶集団の規則）を合わせた用語である。鑑真が日本に戒律を伝えて以来、その歴史は破戒と持戒を繰り返してきた。沖本克己は破戒の大きな屈曲点として、最澄による大乗戒壇設立と明治政府が肉食妻帯が許した事の2点を挙げるが、一方で破戒の原因はそうした事件ではなく、日本仏教に一貫して戒律を軽視する流れがあり、それらの根幹は日本仏教を支え利用した人々とそれを可能にした日本文化と日本人の体質であると指摘している。松尾剛次は、そうした中で戒律復興を主張する叡尊らや無戒を主張する親鸞らが活躍すると共に、日本における戒律は僧侶と俗人を分かつ行動規範という本来の意味を離れ、儀礼的あるいは呪術的な役割を持つように変化してきたと指摘している。

## 初期仏教における戒と律
初期仏教はインドにおけるバラモン主義（血統による身分制度）を否定する立場から生まれる。つまり「生まれに関係なく修行により精神を高め、悟りに達することができる」とするのが仏教の特性の一つである。仏教での修行は精神集中と教典（仏陀の言葉）を唱えることが中心となるが、出家者には修行を徹底するために自活の放棄が求められた。そのため出家者は在家信者からの布施に全面的に頼って生きることを絶対の規範とした。出家者にとって布施を得られない事は修行の道を絶たれる事に他ならず、それゆえ在家信者から尊敬されるような立派な修行生活を送ることが求められる。
また、出家者はサンガと呼ばれる集団で生活することとされた。サンガのメンバーの誰かが悪い行いをすることは、サンガ全体が社会から非難される事に繋がり布施を得られなくなりかねないため、サンガ内部で暮らす出家者たちが守るべき統一規則が生まれる。これが「律」である。サンガにおける律は、国家における法律に近い意味をもち、罰則を伴う。ここで罰を与える主体はサンガであり、軽い罪は懺悔、最も重い罰はサンガからの追放である。また律の内容は「鱗や鰓をもつ魚を食べない」などの極めて具体的な内容であり、膨大な量の禁止条項と運営規則からなる。このように律は、サンガと在家信者との関係性によって生まれた社会的規則であり、ゆえにサンガを取り巻く社会的環境（地域・時代・文化など）が変われば、それに合わせて律も変化する。
一方で「戒」は社会やサンガとは無関係な自発的なもので、悟りに近づくための宗教的真理であり、道徳の意味に近い。したがって戒を破っても罰はなく、単に悟りに近づけないという自分自身の問題に帰結する。条文も少なく「嘘をつかない」など内容も漠然としている。しかし戒は宗教的真理であるゆえに社会の変化とは関係なく、悟るための絶対的な条件を意味する。
しかし、こうした戒と律の相違は、インド仏教でも後期になると混乱が見られ、中国で「戒律」という語が作られた段階で混乱が決定的となった。ここでの戒とは「律を守ることを自発的に誓う」ことを意味し、戒と律は混同されている。一方では膨れ上がった規定はやがて改変されることがなくなり、受戒もそれに応じて形式化・形骸化されていく。

## 大乗戒の成立
大乗仏教の高まりとともに『梵網経』や『大日経』など大乗経典が製作された。前述のように戒律は律蔵として纏められていたが、これは自粛自戒の要因をもつものの教団統制の性格が強い。一方で大乗仏教徒は大乗経典の中に自らの歩む仏道を見出し、これを自粛自戒の法として受け止めて大乗戒とした。したがって大乗戒は律蔵ではなく、経蔵（大乗戒経）に示されるものである。特に『梵網経』による菩薩戒が流行し日本にも伝来するが、これは在家出家共に受けることができる性質のもので、出家者にあっては『四分律』による受戒を基礎として補助的に受けるものであった。

## 中国での戒律

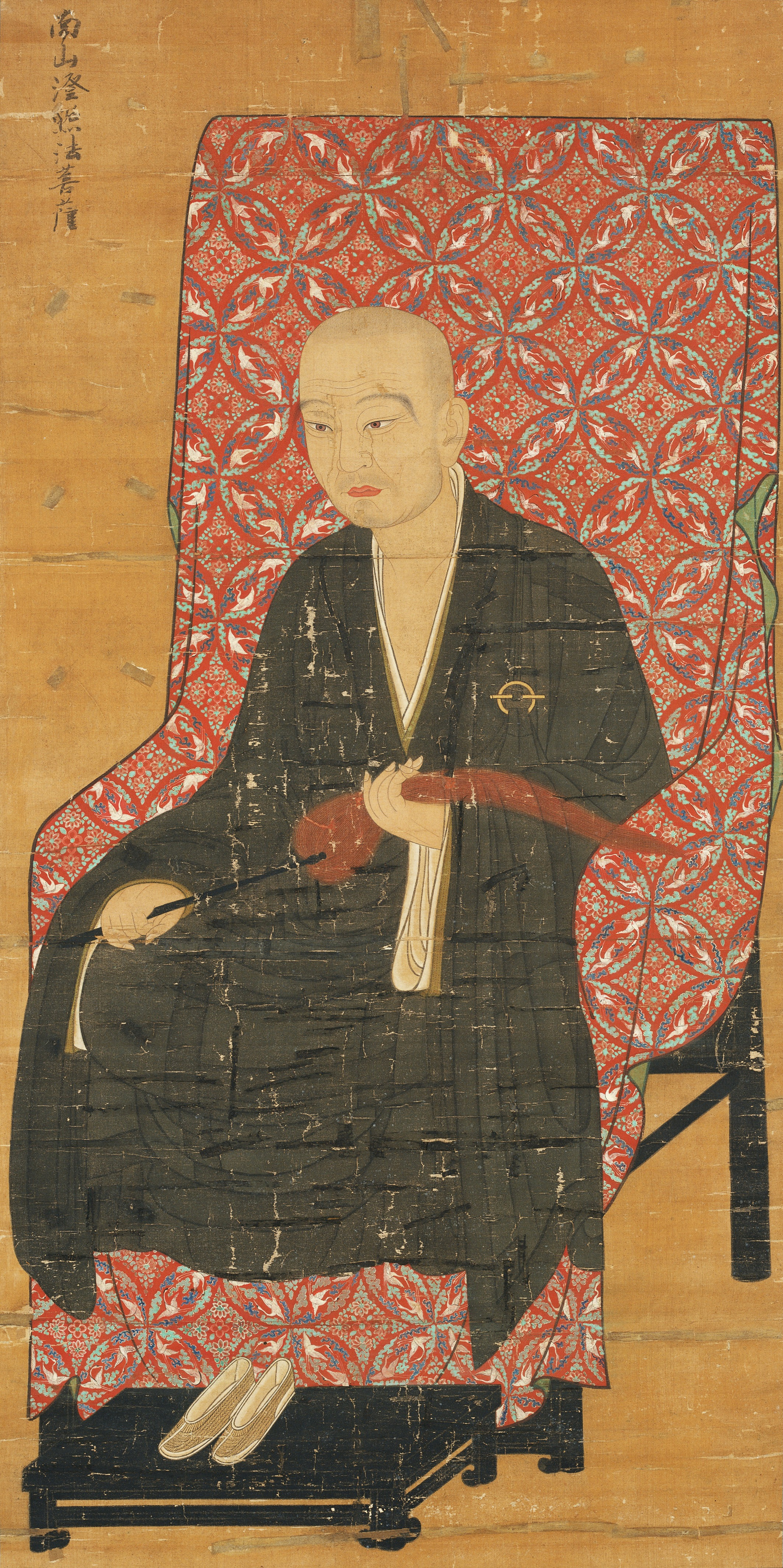
道宣律師像

### 中国での戒律研究
中国で最初に生まれた仏教教団の規則は4世紀に釈道安が著した『僧尼規範』とされるが、これはインドから伝わった正規の律ではなかったと考えられている。その後、インドから戒の条文を列記した簡略な戒本とサンガの運営や受戒・懺悔の方法が書かれた羯磨が伝わって漢訳が行われた。本格的な戒律である五大広律が伝わるのは5世紀に入ってからで、そこから戒律研究が盛んに行われるようになる。南朝では『十誦律』、北朝では『十誦律』と『摩訶僧祇律』が盛んであったが、北魏の法聡・慧光等に至って『四分律』が研究され、5世紀後半に四分律宗が開かれた。その後、隋代から唐初にかけて法礪や智首が出て律宗は分派し、唐の中宗が『十誦律』が禁止したことで『四分律』が全土に広がる。智首の弟子の道宣は南山律宗を開くが、この流れがのちに鑑真によって日本に伝来した。
こうした戒律研究は、仏教者の生活規範となる戒律をその成立の背景となったインドの実情から詳しく説明し、理解かつ実践可能なレベルで提示することを目的としている。これをまとめた典籍を律蔵といい、仏典（三蔵）の一つである。一方で文化や民族性、気候風土の違いにより、インドで作られた律の規定をそのまま守ることが出来なくなる。また、儒教や道教、王法との関係などにより大きく変化した。これに対応するため僧制・寺制・清規など独自の寺院規則が制定された。

### 仏教の国家統制と受戒制度
中国では仏教全体が国家の管理下に置かれるようになる。これは出家して比丘になることは兵役や納税を免除されることに関連する。戒律を受けると国家免許状（度牒）が発給され、私度僧と区別するために常時携帯することが義務付けられた。また、僧官と呼ばれる出家官僚による統制に従うことを要求された。

## 日本への仏教伝来と戒律
日本における戒律の最古の記録は、『日本書紀』の崇峻天皇元年（588年）である。それによれば如蔵尼らは戒律を学ぶために百済に渡り、受戒して2年後に帰国した。ただし善信尼らは年齢的に正式に受戒したとは考えられていない。
『日本書紀』の推古天皇32年（624年）には、ある僧が祖父を斧で殴った事件について記されている。この時、観勒が「この国の僧尼はいまだ法律（戒律）に習熟していない」と訴え許されたと記されているが、これは当時の僧尼が戒律的に無秩序であった様子を表すと考えられる。この時に、のちの僧綱制度につながる僧侶の管理機構が確立されたと考えられるが、戒律の面からどこまで指導がされていたかは明らかではない。また大化元年（645年）には、孝徳天皇が仏法興隆を勅し十師を任命したと記されるが、これは唐の十大徳に倣ったもので、授戒を行う十師とは別であると考えられる。
7世紀中頃になると遣唐使に多くの僧が同行するようになる。白雉4年（653年）に入唐した僧の1人である道光は、道宣の『行事鈔』を将来し、『依四分律抄撰録文』を著して律師の地位に就いた。この頃から『四分律』による戒律研究が行われたものと考えられている。また7世紀後半になると浄行者や蔬食（肉食をしない）持戒を護持する者の出家が許される記録がみられ、戒律に関心が寄せられるようになっていたと考えられる。
8世紀に至って中国にならい律令制が導入されると、僧尼令が編まれる。僧尼令は唐の道僧格に基づきつつ国内の事情に合わせて改変されたと考えられる。具体的な内容として『四分律』などの影響がみられるが、全体としては僧尼の自主自立を認めず政治的な統制下に置こうとする目的が明白とされる。これについて石田瑞麿は、僧尼自身が戒律的に無統制無規範であったことの現れとしている。こうした中で行われていた受戒は、三聚戒通受で、例外的ではあるが自誓受戒も行われたと考えられる。

## 戒壇の設立

鑑真和上像

### 鑑真の来朝
以上のように日本でも仏教伝来と共に戒律が伝わり徐々に関心が高まっていたものの、三師七証により戒壇で行われる正式な受戒は行われていなかった。当時の中国は東アジアの盟主であり、日本からも多くの僧侶が渡っていた。しかし正式な戒壇での受戒が行われていない日本の僧侶は一人前の比丘ではなく、沙弥として扱われていた。こうした状況を憂い日本での正式な受戒を要望したのは元興寺の隆尊である。この要請により、天平5年（733年）に栄叡と普照が十師招請のために唐に派遣された。
この二人の招請を受けて天平8年（736年）に来朝したのは道璿らである。道璿は『梵網経』を学び持戒清浄に務めたとされるが、どのような伝戒をおこなったのか定かではない。道璿が律師に任ぜられるのは天平勝宝3年（751年）である。
続いて招請に応じたのが南山律宗の鑑真である。鑑真は天平勝宝5年（753年）に14人の僧を伴って来朝し、これによって三師七証による受戒の条件が整った。翌年2月には東大寺に戒壇を築き、聖武上皇・光明皇太后・孝謙天皇らに菩薩戒を授けた。天平勝宝7歳（755年）9月には戒壇院が完成し、10月15日から具足戒と三師七証による正規の受戒が始まり、80余名が受戒した。聖武上皇は鑑真に一切の授戒伝律の権限を与えた。さらに鑑真は戒学を欲する僧のため律学専門の道場、唐律招提（のちの唐招提寺）を建立する。

### 日本三戒壇
天平宝字5年（761年）には筑前・観世音寺と下野・薬師寺にも戒壇が作られた。東大寺・観世音寺・薬師寺の戒壇を日本三戒壇ともいう。観世音寺と薬師寺での戒壇でも『四分律』による受戒がおこなわれたが、戒師は三師二証の5人と略式化されていた。東大寺と観世音寺での受戒は原則として毎年行われ、中世まで機能したと考えられる。しかし薬師寺での受戒は3年おきで11世紀には機能を停止した。また東大寺では貴種の人の為に臨時の受戒が行われることもあった。

## 平安時代の戒律

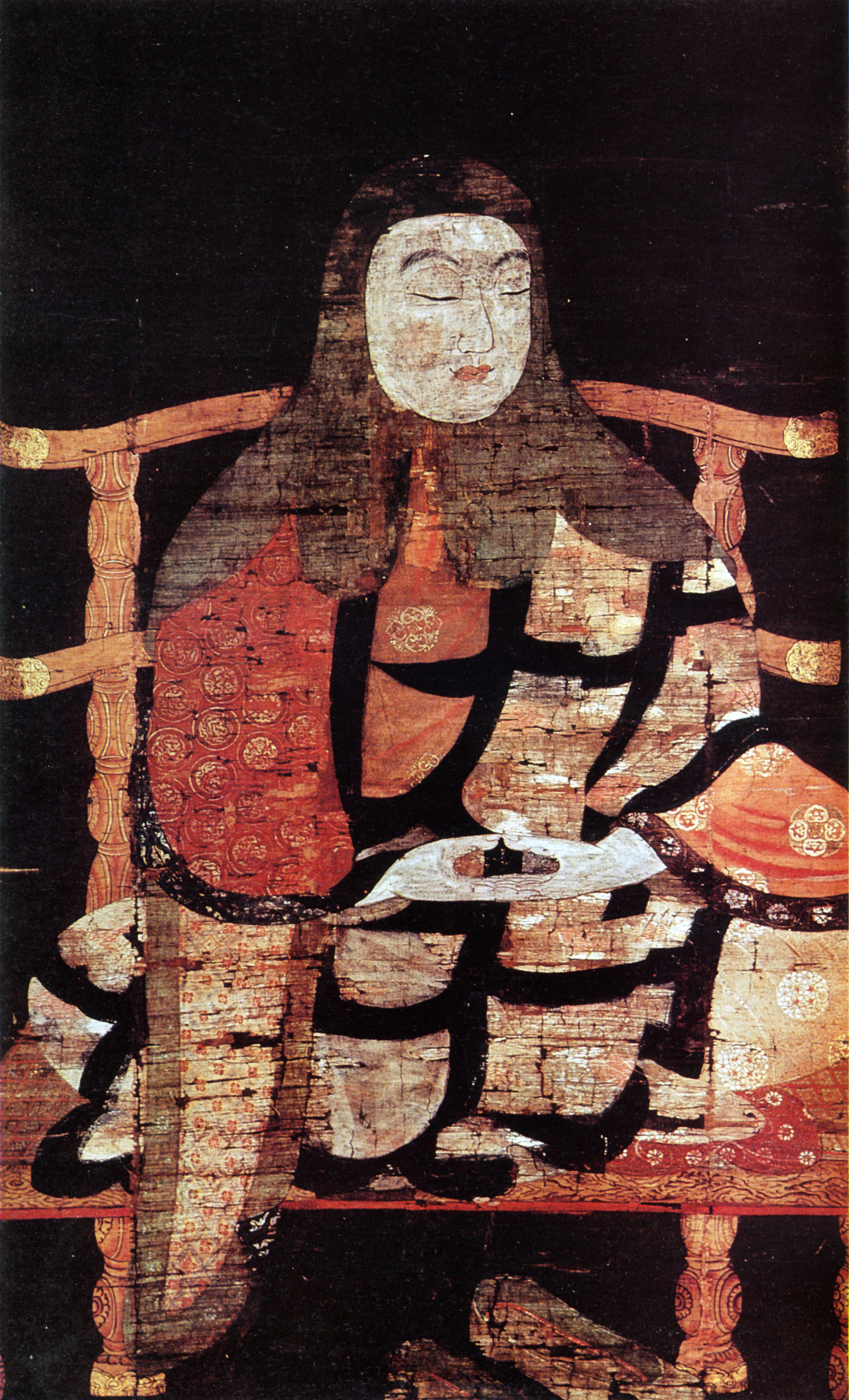
最澄像

### 最澄による菩薩戒
鑑真によってもたらされた戒律はやがて形骸化していく。唐招提寺第三世如宝は「唐招提寺建立50年にして律の講義がおこなわれなくなり、律学道場の名に恥じる」と嘆いている。また石田瑞麿は、受戒は比丘になるための儀式と化し律学は実行を伴わない学問に変じたとし、光仁天皇による教界刷新や桓武天皇による遷都にこれが現れていると指摘している。
こうした状況を憂い、三戒壇と別に大乗戒壇の樹立を図ったのが最澄である。最澄は東大寺で具足戒を受けていたが、弘仁9年（818年）にこれを小乗戒として否定する。最澄が主張する大乗戒は『梵網経』下巻に説く十重四八軽戒であり、釈迦を戒和上、文殊菩薩を羯磨師、弥勒菩薩を教授師、十方の仏を証師、十方の菩薩を同学等侶として、伝戒師が受戒を行うという最澄独自の受戒法を主張した。また自誓受戒も認めていた。
『梵網経』に説く戒は、菩薩であろうとする出家者と在家者が守るべき戒とされており、出家者にあっては具足戒を受けた上での補助的なものと考えられてきた。最澄はこの菩薩戒の系譜を盧舎那仏から釈尊を経て道邃から継いだとするが、菩薩戒のみ（単受菩薩戒）で、正式な比丘（菩薩比丘）になれるとする主張は最澄独自のものである。それゆえに南都仏教からの反発を受け、大乗戒壇が許されたのは最澄の没後であった。
このように最澄によって日本独自の戒律思想が創出され、のちに比叡山出身の僧侶が開宗する鎌倉仏教を含めて日本仏教に大きな影響を与える。一方で延暦寺戒壇での受戒（単受大乗戒）は中国では正式な受戒として認められず、国際的には非公認の比丘が日本で多数輩出されることとなる。貞応2年（1223年）に入宋した明全は延暦寺戒壇で受戒していたが、渡航にあたって東大寺戒壇での戒牒を作成したことがその奥書に記されている。

#### 延暦寺戒壇と東大寺戒壇
延暦寺戒壇で行われた受戒も恒例と臨時があった。恒例の受戒は毎年行われたが、天台宗の発展と共に受戒者が増加。それに伴い延長5年（927年）には延暦寺の沙弥とそれ以外の寺の沙弥を2日に分けて受戒する規定が作られる。さらに天延元年（973年）には3日間にわたって行われるようになり、10世紀末には春秋2回の受戒が行われるようになった。延暦寺戒壇で受戒したのは当初は天台宗の僧侶であったが、園城寺の僧侶は延暦寺との争いが激化すると戒壇独立を図るが叶わなかった。12世紀前半になると園城寺の僧侶は東大寺で受戒をするようになり中世まで続く。また東大寺戒壇においては南都六宗と真言宗が受戒することになっていたが、13世紀前半には東寺・金剛峯寺の僧侶が延暦寺戒壇で受戒するようになっていた。この頃になると東大寺戒壇と延暦寺戒壇との違いは希薄化し、両者とも国家的戒壇として中世まで機能していたと考えられる。

### 受戒観念の変容
奈良時代における仏教は、仏の功徳により国家の安寧をもたらすものとして期待された。法会はそのための功徳業であり、これに参加する僧尼の持戒は欠くことのできない清行と考えられていた。この功徳観念はやがて法会に参加する在家信者にも求められるように変わっていき、法会にあたり在家信者への受戒が行われるようになる。天長5年（828年）に行われた文殊会では、法会に参集する男女に授戒と授けると共に、京畿七道で法会の前後3日間にわたり殺生を禁止する太政官符が発せられている。
国家的であった法会は、やがて個人の積善功徳として行われるようになり、密教の加持祈祷による除病延命などが祈願されるに至って在家信者の受戒が呪術的、祈祷的な要素を帯びるようになる。最も早い記録は『貞信公記』に記される天慶3年（940年）に中宮が病気平癒の受戒をした記述であり、こうした受戒が一般的に行われるようになる。
このような受戒は安産祈願としても行われるようになり、12世紀前期の『中宮御産部類記』には藤原璋子が出産の前後に受戒をしていた記録がある。また12世紀後期の『山槐記』には、平徳子の出産にあたって約4か月にわたり受戒が続けられたと記されており、こうした長期にわたる特異な受戒は、受戒と祈祷と同一視していることを示すと考えられる。末木文美士は、こうした病気平癒の受戒が臨終受戒を経て、現在も行われる死後受戒（戒名）に変化していったとしている。
一方で出家者においては「受戒をして戒を犯したとしても、受戒せずに犯すよりも優れる」とする観念が平安時代に生まれ、戒律がむしろ破戒を許容するようになっていき、女犯（女性との性行為）や稚児との男色、僧兵による殺生などが一般化する。

## 中世の戒律

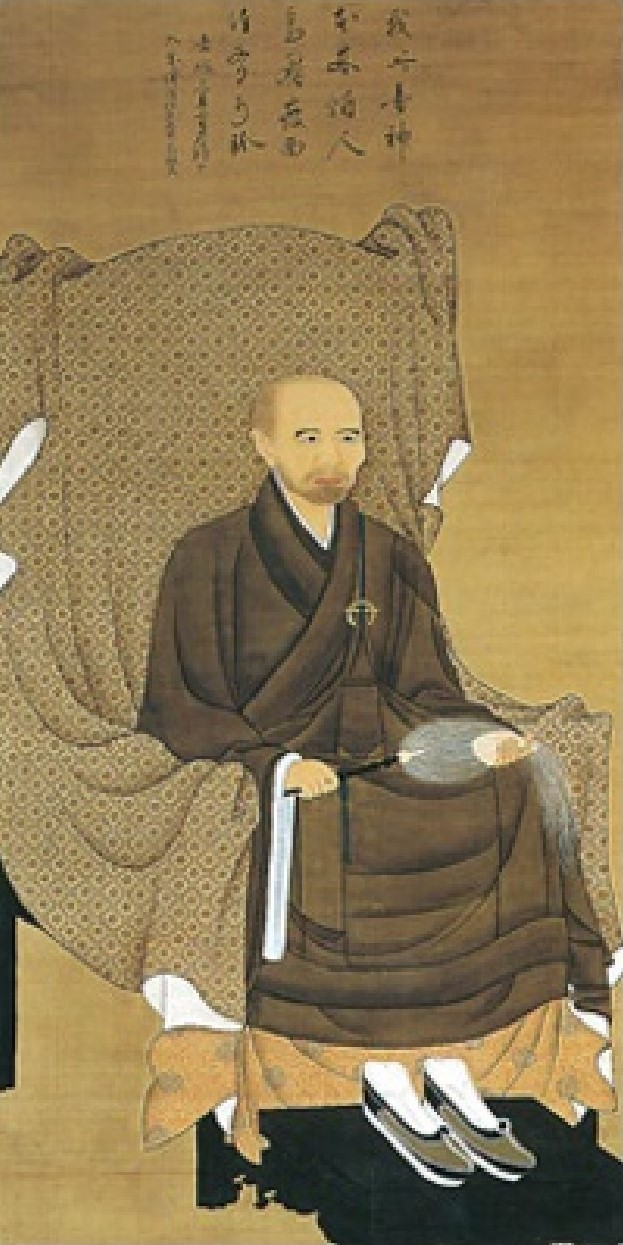
月輪大師（俊芿）

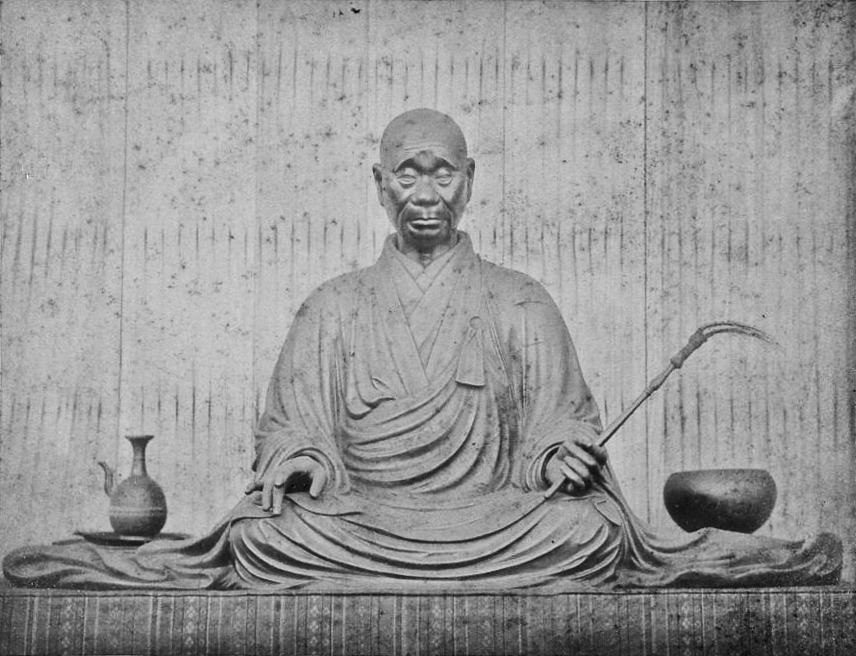
叡尊座像（西大寺）

### 戒律復興運動
上述のように中世でも国家的戒壇は機能していたが、僧侶は戒律を護持しなくなり、受戒は儀式化していた。そうした中で受戒の再生を目指す運動が起こる。
俊芿は13年間の入宋ののち、建暦元年（1211年）に帰朝する。俊芿は宋において菩薩戒について激しい議論を行ったとされ、帰朝後は『占察経』を根拠に自誓受戒を行った。俊芿が没した泉湧寺は後に戒律研究の中心地となる。俊芿の戒律は当時の中国律宗をいわば再移植したものと位置づけることができ、教義上は天台宗と同じ円頓戒（菩薩戒）を取りながら、実践は段階的に受ける戒を増やしていく点で延暦寺戒壇とは異なる。また俊芿が宋から持ち帰った律宗の文献は貞慶らにも影響を与えた。
一方で南都でも戒律復興運動が起こる。実範は12世紀前半に『東大寺戒壇院受戒式』をまとめ、東大寺戒壇院での受戒方式を再興した。しかし、依然として戒律への関心は薄く、悲壮な決意で受戒制復興に努めたのが貞慶である。貞慶は隠遁僧でありながら、建暦3年（1212年）に興福寺に常喜院を建立し戒律復興に努める。
その常喜院で学んだ学僧の1人が覚盛である。覚盛は嘉禎2年（1236年）に円晴・有厳・叡尊と東大寺羂索院で密かに自誓受戒を行う。また覚盛らは通受を行った点でも東大寺戒壇の伝統を否定する受戒を行った。のちに唐招提寺に移った覚盛らは新義律宗教団とも言うべき新たな教団を樹立した。
覚盛と共に戒律復興の中心となったのは叡尊である。密教僧であった叡尊は戒律復興を志し、尊円が西大寺に勧進した宝塔院に住し、律学の研究に努める。その後、覚盛と出会い自誓受戒したのちに、貞慶が復興した海竜王寺で俊芿が伝えた律学を学ぶ。暦仁元年（1238年）に西大寺に戻ると布薩を復活させる。寛元3年（1245年）頃からは行基をモデルとして社会事業活動に力を入れ、ハンセン病患者の救済や葬送従事などの諸活動を行う。当時こうした行為は死穢を避ける意味で僧が行うことは困難であったが、松尾は戒律護持が死穢を跳ね返すという呪術的な役割を負ったことで可能になったと指摘している。さらに叡尊は法華寺で尼戒壇も樹立している。叡尊は忍性ら弟子を各地に派遣して布教活動を行い、北条実時らの支援を受けて律僧は鎌倉幕府の官僧と化していく。
以上のように京と南都で戒律復興運動が興った。俊芿の泉涌寺で盛んになった律学を『北京律』といい、対して覚盛の唐招提寺と叡尊の西大寺で盛んになった律学を『南京律』という。『北京律』は天台宗の立場に近く、一方で『南京律』は法相大乗宗に近いとされる。
また、延暦寺戒壇にも戒律復興運動が起こる。興円、恵鎮らは南京律を意識しつつ、途絶えていた夏安居を復活するなど最澄に帰ることを目標とした戒律運動を行い、相模国宝戒寺、伊予国等妙寺、加賀国薬師寺などに私的な戒壇を設立する。また密教と受戒を結びつけた戒灌頂を生み出した。

### 浄土教の破戒と無戒
こうした戒律復興の流れとは対極にあったのが浄土教である。
この頃、最澄に帰せられる『末法灯明記』という文書が流通し、作者不詳のわずか4000字の文章ながら日本仏教に絶大な影響を与えた。『末法灯明記』は末法における戒の消滅を宣言、「末法には唯名字の比丘のみあり」とし、末法の時代に持戒する者は「市に虎あらんがごとし」としてこれを否定した。この影響を強く受けたのが浄土教であった。
法然は、念仏によりいかなる凡夫も仏に救われるとした。そのため持戒は本願ではなく、戒律を守ることが念仏の妨げになる場合は、破戒もやむを得ないとした。しかし、その一方で念仏者こそ持戒の人でなければならないとし、戒律を不必要とする立場はとらなかった。『玉葉』などの記録でも法然が戒師として広く知られていた事実が記されている。現在にいたるまで法然は専修念仏の祖と位置付けられているが、前述のような理由から戒称二門を旨としたとする説もある。
親鸞は、末法の時代には修行としての戒は消滅したとしたうえで、「無戒名字の比丘こそが貴重な存在である」と無戒を標榜する。本来は戒行は修行者が仏に向うために行うものだが、親鸞は逆に如来の戒行による功徳が衆生に下りてくると説いた。そのため戒行すらも仏に委ね、比丘であっても妻帯・肉食・蓄財も許されるとする。浄土真宗は近世においても唯一、妻帯を認められ現在まで至っている。

### 日蓮の破戒と無戒
浄土教に対抗して登場した日蓮も同じく『末法灯明記』の影響を受け末法無戒を唱え、事実上法華経を信じることが唯一の戒となった。

### 禅宗の持戒
一方で禅宗においては持戒は重視された。
臨済宗の開祖栄西は、禅を探求するための元が戒律であるとした。栄西は天台宗で菩薩戒を受けたが、2度の入宋を経て四分戒と菩薩戒を併持することを主張してこれを禅戒と称し、天台宗における破戒を批判した。
道元もまた天台宗で菩薩戒を受けた僧である。道元は明全に従って入宋を果たすが、明全は入宋に際して東大寺戒壇での戒牒を作成したのに対して道元はあえてこれを行わなかったようで、菩薩戒への強いこだわりがあったとされる。帰国した道元は十六条戒と称する独特な戒律を主張する。この戒律は曹洞宗独特のもので、宋を含めて他に類がなく、成立の経緯についても不明な点が多い。平川彰は、その内容について「最澄の『授菩薩戒儀』を抜粋して整えたたもの」としつつ、中国禅家で菩薩戒が簡略化されたものが天童如浄から相承された可能性も捨てきれないとしている。また道元も戒律を重視しており、禅を志すにはまず持戒を先に正しく行うこととしている。また僧の行動規範として清規も重視した。

### 凝然の戒律研究
東大寺の学僧であった凝然は、38歳の時に再興して間もない東大寺戒壇院の院主に就き、以降82歳で没するまで多くの著述活動を行う。凝然の著作はインドから始まる仏教史を網羅しており、現在でも日本仏教を包括的に理解するための基礎的史料として評価が高いが、その中で自らを「華厳宗兼律沙門」などと称している。そこから凝然自身の仏教観は華厳宗を中心に戒律の一致を目指したと考えられている。しかし戒律復興などの運動には至らず、教団化するには至らなかった。

## 近世の戒律
一般的に近世の仏教は堕落していたとされることが多い。しかし末木は「江戸時代の仏教を悪者とすることで、明治に仏教の再興を図ろうとする意図から生まれた理論」としたうえで、江戸時代の仏教が見直されつつあるとしている。江戸時代の僧侶は寺檀制度・宗門人別帳制度により幕府による戸籍管理の役割を担い、いわば官僧として保護されていた。その一方で戒律護持を求められ、不淫戒を犯した場合は遠島など厳しく処された。浄土真宗を別にすれば僧侶は妻帯を隠し、妻を大黒や梵妻と呼んだ。
真言宗の明忍は持戒に悩んでいたところ、恵雲と出会い意気投合。西大寺の友尊を訪ねて叡尊の自誓受戒を知る。慶長7年（1602年）に雲尊を加えた4人で栂尾高山寺で自誓受戒をする。明忍らは叡尊の自誓受戒を元に受戒したが、この頃には西大寺においても持戒がなされていないと認識していた。その後、明忍らは平等心院（西明寺）を興す。のちに恵雲の弟子慈忍が興した野中寺、明忍の弟子賢俊が興した神鳳寺は律の三僧坊と呼ばれ、西大寺系律学の中心となった。明忍にはじまる戒律復興運動は1680年頃から1700年代半ばが最盛期であった。
明忍に刺激を受け、延暦寺系では慈山妙立が小乗戒の兼受を主張する。このため妙立は比叡山から追放され没するが、弟子の霊空が跡を継いで運動を続け、元禄6年（1693年）に比叡山に律院の安楽院を与えられた。この一派が唱える戒律を『安楽律』と呼ぶが、性急な運動に対し宗内の反発が強く、宝暦8年（1758年）に『安楽律』は禁止される。しかし安永元年（1772年）に天台宗のトップが変わったことで禁止が解かれ、慧澄が多くの弟子を育てた。
真言律宗の浄厳は、将軍綱吉の命により湯島に律道場霊雲寺を開く。浄厳は『四分律』ではなく義浄の『根本説一切有部律』を採用して『真言律』を提唱する。浄厳の門弟には国学者の契沖など一般の信者も多い。
慈雲は、延享2年（1745年）に長栄寺に入り戒律運動を行う。翌年に別受方式で具足戒を授け、寛延2年（1749年）に根本僧制を定めて『正法律』と称した。慈雲は宗派を超えて釈尊を崇拝しようとするもので、釈尊の時代（正法）に帰ろうと主張した。そのため僧侶に対しては、経典に書かれる戒律を厳格に守ろうと説き、その一方で俗人には戒律と道徳の一致を説いて十善戒を授けた。十善戒は明治に至り諸宗派の戒律復興運動に影響を与えた。
その他にも、浄土宗の祐天、忍澂、霊潭らが念仏と戒の一致を説いた『浄土律』や、日蓮宗の元政が瑞光寺で説いた『法華律』がある。浄土宗では上記以外にも関通、普寂、徳本らが活動した。また親鸞以来、非僧非俗を掲げる浄土真宗においても、他宗や廃仏論者からの非難を浴びて、西吟や真淳らが自戒論を説くようになる。

## 近代から現代の戒律運動
明治5年（1872年）に以下のような太政官布告が出された。前年に出された寺請制度の廃止と合わせて官僧が廃止された。
末木は、これにより江戸時代には身分制度の枠外であった僧侶の特殊性が失われて普通の戸籍の中に組み込まれたとし、僧侶は単なる世俗の中の一職業になってしまったと指摘している。
浄土宗の福田行誡はこの布告の撤回を明治政府に求めるなど、戒律護持を求める運動が起こる。福田らの戒律復興運動は慈雲の『正法律』をモデルとした。また、釈雲照は僧侶だけでなく、在家信者にも戒律主義を呼びかけ、十善戒運動を繰り広げる。そのため布告後に直ちに僧侶の妻帯が一般化したわけではなかったが、明治30年代になると僧侶の妻帯は真宗以外にも次第に一般化していく。また近代知識人の中に肉食妻帯を好意的に評価する声が生まれ、夏目漱石は親鸞を確乎たる精神の持ち主と評し、喜田貞吉は被差別部落救済に貢献したとして親鸞や日蓮を称賛した。
現在の日本仏教において僧侶の肉食・妻帯・蓄髪は各宗派の自主的な戒律によっており、戒律自体が宗教的な問題として取り上げられる事はほとんど無い。また、今なお戒律問題がある東南アジアや中国と比較すると、日本仏教において僧侶の妻帯は一般化されており特徴の一つとなっている。こうした日本仏教界の現状は仏教の世俗化としてとらえられる事が多く、タイやスリランカなどでの評判は良くない。また、現代の仏教学などの分野においても戒律研究は脆弱であり、戒律が日本人の倫理観や道徳思想に与えた影響について明確になっていない。
尚、法律上は誰でも僧侶を自称するのは問題ない。

## 女性と受戒

### 女性の受戒制度
仏教の最初の女性出家者は釈迦の養母であったマハー・パジャパティである。釈迦は、男性に従う事などを条件とした八敬法を受け入れることを条件に彼女の出家を許す。以来、女性の出家は男性と比較すると困難があり、護持すべき戒律も多い。
『四分律』による女性の受戒制度は、まず男性と同様に10戒の護持を誓って沙弥尼になる。沙弥尼は18歳になると六法戒の護持を誓って式叉摩那になるが、これは男性には無い制度である。2年間の式叉摩那を経て具足戒による受戒をして比丘尼となる。誓う戒律は男性の250戒に対し女性は348戒と多く「情欲をもって男性に触れる」などが付加される。また受戒は2度行われ、まず尼寺で比丘尼10人の前で受戒した後に、さらに僧寺にて比丘10人の前で受戒をする。

### 比丘尼戒の実情
一方でこうした女性の受戒が日本で実際に行われたのかという問題がある。前述のように鑑真によって日本で正式な受戒による比丘（男性僧侶）が生まれたが、比丘尼（女性僧侶）が正式な受戒を受けたのかについては一切の記録が残っていない。鑑真の後に戒和上となった法進の著書とされる『東大寺授戒方軌』の全10章のなかには、尼授戒法章や尼説戒相章といった標題がみえるが、それらの章は欠落しており内容が分からない。しかし、鑑真と共に来朝した比丘尼はわずかに3人であることからも、正式な比丘尼の受戒は日本では成立しなかったと考えられる。こうした実情は、僧に対しては「登壇受戒」と表現されるのに対して尼は単に「出家」と記される事や、尼に対する戒牒が存在しない事、度縁については僧と尼で官印が異なる事などからも伺うことができ、僧にたいして尼の扱いは低く軽かったと考えられる。
また平安時代に比叡山に戒壇を設立されてもこの状況は変わらなかったと考えられる。最澄による『山家学生式』にも、女性の受戒や修行については一切考慮されていない。貞観2年（860年）には淳和太后が円仁から菩薩戒を受けて比丘尼になったと記録されているが、この受戒は女人禁制である比叡山上の戒壇で行われた正式ものではなかったと考えられる。『慈覚大師伝』には、淳和太后は尼戒壇の設立を望んでいたがこれを果たせなかったため、円仁は遺戒として尼戒壇建立の成就を遺したと記している。
尼戒壇が最初に設立されたのは、藤原彰子の受戒においてである。彰子は万寿4年（1027年）に藤原家氏寺である法成寺に尼戒壇を作り受戒した。『栄花物語』では法成寺尼戒壇の設立を「世界の尼ども喜びをなしたり」と記している。この法成寺尼戒壇で彰子以外の尼が受戒したのかはっきりしないが、天喜6年（1057年）に焼失した。
以上のように平安時代までは女性出家者である尼は、基本的には正式な受戒を受けた比丘尼ではなく、沙弥尼に留まらざるを得なかったと考えられる。大治3年（1128年）の珍海は「比丘尼は500戒を受け持つ、しかるに此世の尼はこれ沙弥尼なり、比丘尼はあらず、戒壇に登りてのちに比丘尼とはいふなり、然れば只10戒をうけたる沙弥尼とてあるなり」と記している。
中世に至り、覚盛・叡尊による律宗復興が果たされると、法華寺に尼戒壇が設立される。『金剛仏子叡尊感身学正記』によれば、寛元3年（1246年）に3人の沙弥尼戒を授け、翌年には沙弥尼布薩が行われた。さらに宝治元年（1247年）には11人に式叉摩那戒を授け、建長元年（1249年）に至って12人に比丘尼戒を授けた。叡尊は「日本において七衆が初めてそろった」と誇らしげに記している。以降も法華寺尼戒壇は継続され、多くの律尼を輩出した。また、これら西大寺系の尼とは別に、唐招提寺系の比丘尼がいたことが『招提千載伝記』や『円照上人行状』などに記されており、覚盛も比丘尼戒を授けていたと考えられる。

### 在俗出家の尼
以上のような出家者としての尼とは別に、在家にありながら落飾し姿だけ尼となった女性がいる。たとえば藤原定子は長徳2年（996年）に落飾して尼になるが、その後、天皇の寵愛を受けて2人を出産している。また『源氏物語』の若草には、紫の上が在家五戒を受けながら髪を下して尼となったことが記されており、在俗にあって変わらぬ生活を送りながら形だけ出家し尼と称した女性がいたという二重構造があったと考えられる。

## 罰則
時代と共に、寺院内部の自己深化が確認できる。江戸中期の禅宗用語辞典『禅林象器箋』には、次の15種類の罰則が確認できる。大別すると、一時的な会話禁止、追放、体罰、罰金である。
1. 梵壇 - 罪を犯した僧と会話禁止
2. 黙擯 - 罪を犯した僧と会話禁止
3. 擯出 - 追放
4. 擯罰 - 追放
5. 出院 - 追放
6. 滅擯 - 追放
7. 削籍 - 追放
8. 誠罰  - 挂杖で示し、衣鉢を焼く[109]
9. 箠擯 - 鞭を打ち、叢林（仏教の修行の場）から追放する罰[109]
10. 罰銭 - 罰金
11. 罰香 - 罰金
12. 罰油 - 罰金
13. 罰茶- 罰金
14. 還俗 - 追放、自主的な僧院からの退去
15. 帰俗 - 追放、自主的な僧院からの退去